# Aritomo Gotō
Pour les articles homonymes, voir Goto.
Aritomo Gotō (五藤 存知, Gotō Aritomo), né le 23 janvier 1888 dans la préfecture d'Ibaraki au Japon et mort le 12 octobre 1942, était un amiral de la Marine impériale japonaise pendant la Guerre du Pacifique. Placé au commandement de la 6e Division de Croiseurs, constituée des quatre plus anciens croiseurs lourds de la Marine impériale japonaise, il a pris part à plusieurs opérations de l'offensive japonaise de l'hiver 1941-1942, à la bataille de la mer de Corail, à la bataille de Savo, et a été mortellement blessé à la bataille du cap Espérance.

## Carrière

### Avant la Guerre du Pacifique
Aritomo Gotō, admis en 1910 à l'Académie navale impériale du Japon dans la 38e promotion, diplômé 30e sur 148 élèves, embarque comme midship (Shōi Kōhosei) sur le croiseur protégé Kasagi et le pré dreadnought Satsuma. Comme enseigne de vaisseau (Shōi et Chūi) de 1911 à 1917, il embarque sur le cuirassé pré-dreadnought Iwami (ex-russe Orel), sur le ravitailleur de sous-marins Toyohashi puis il suit les cours de l'École de Canonnage et de l'École de Torpillage. Il embarque ensuite sur le destroyer de 3e classe Murakumo. Pendant la Première Guerre mondiale, il sert dans le Pacifique Sud comme opérateur radio, puis sur le croiseur protégé Chikuma et suit les premiers cours de l'école navale impériale du Japon. Comme lieutenant de vaisseau (Daii) de 1917 à 1923, il se spécialise à l'École de Torpillage, puis il embarque sur le croiseur de bataille Kongō, sur le destroyer de 1re classe Tanikaze. Il enseigne ensuite à l'École de Torpqui se trouve illage puis embarque sur le croiseur cuirassé Yakumo. Promu capitaine de corvette (Shōsa) en 1923, il reçoit le commandement du destroyer Tsuta, puis successivement des Urakaze, Numakaze, Nokaze, Uzuki et Nadakaze. Capitaine de frégate (Chūsa) de 1928 à 1933, il supervise l'achèvement puis devient le commandant du destroyer Uranami. Il reçoit ensuite le commandement du 27e groupe puis du 5e groupe de destroyers avec sa marque sur le Matsukaze. Promu capitaine de vaisseau (Daisa) à la fin de 1933, il reçoit le commandement du 10e groupe de destroyers en 1934, puis il commande le croiseur léger Naka en 1935, les croiseurs lourds Atago en 1936 et Chokai en 1937, le cuirassé Mutsu, qui sort d'une grande refonte, en 1938, et va opérer dans les eaux de Chine du sud, dans le cadre de la seconde guerre sino-japonaise. Le capitaine de vaisseau Gotō va brièvement commander le cuirassé Yamashiro, fin 1939.
Promu contre-amiral le 15 novembre 1939, il prend le commandement de la 2e Division de Destroyers. En septembre 1941, il est appelé au commandement de la 6e Division de Croiseurs, soit les quatre plus anciens croiseurs lourds japonais, des classes Furutaka et Aoba. Il est remplacé à la tête de la 2e Division de Destroyers par le contre-amiral Tanaka.

### À la bataille de la mer de Corail
Le 10 décembre 1941, la 6e Division de croiseurs a apporté son soutien au débarquement sur l'île de Wake que les troupes japonaises du contre-amiral Kajioka n'ont pu capturer, le 23 décembre, qu'après une intense bataille. Fin janvier, elle participe au débarquement japonais contre Rabaul en Nouvelle-Bretagne et à Kavieng en Nouvelle-Irlande, et en mars, à la couverture du débarquement des forces du contre-amiral Kajioka, à Lae et Salamaua, en Papouasie-Nouvelle-Guinée, puis à l'invasion de l'île de Bougainville.
En mai 1942, avec le soutien du porte-avions léger Shoho et du destroyer Sazanami, la 6e Division de Croiseurs du contre-amiral Gotō doit assurer la couverture éloignée de l'opération Mo, qui prévoit un débarquement, aux ordres du contre-amiral Shima, le 3 mai 1942 à Tulagi, dans le protectorat britannique des îles Salomons, et un assaut, aux ordres du contre-amiral Kajioka, contre Port Moresby, en Nouvelle-Guinée australienne, le 10 mai. La 6e Division de Croiseurs a pris position au mouillage de la Reine Carole, près de Buka, sur l'île de Bougainville, lorsque, le 4 juin, l'attaque des navires du contre-amiral Shima, par l'aviation embarquée de l'USS Yorktown, devant Tulagi conduit le contre-amiral Gotō à se porter avec ses croiseurs vers l'île Florida, tandis que le convoi d'attaque de Port-Moresby a appareillé de Rabaul, en direction du détroit de Jomard (en), à l'extrémité orientale de la Nouvelle-Guinée. Un bombardier américain repère, le 6, le Shoho au large de Bougainville.

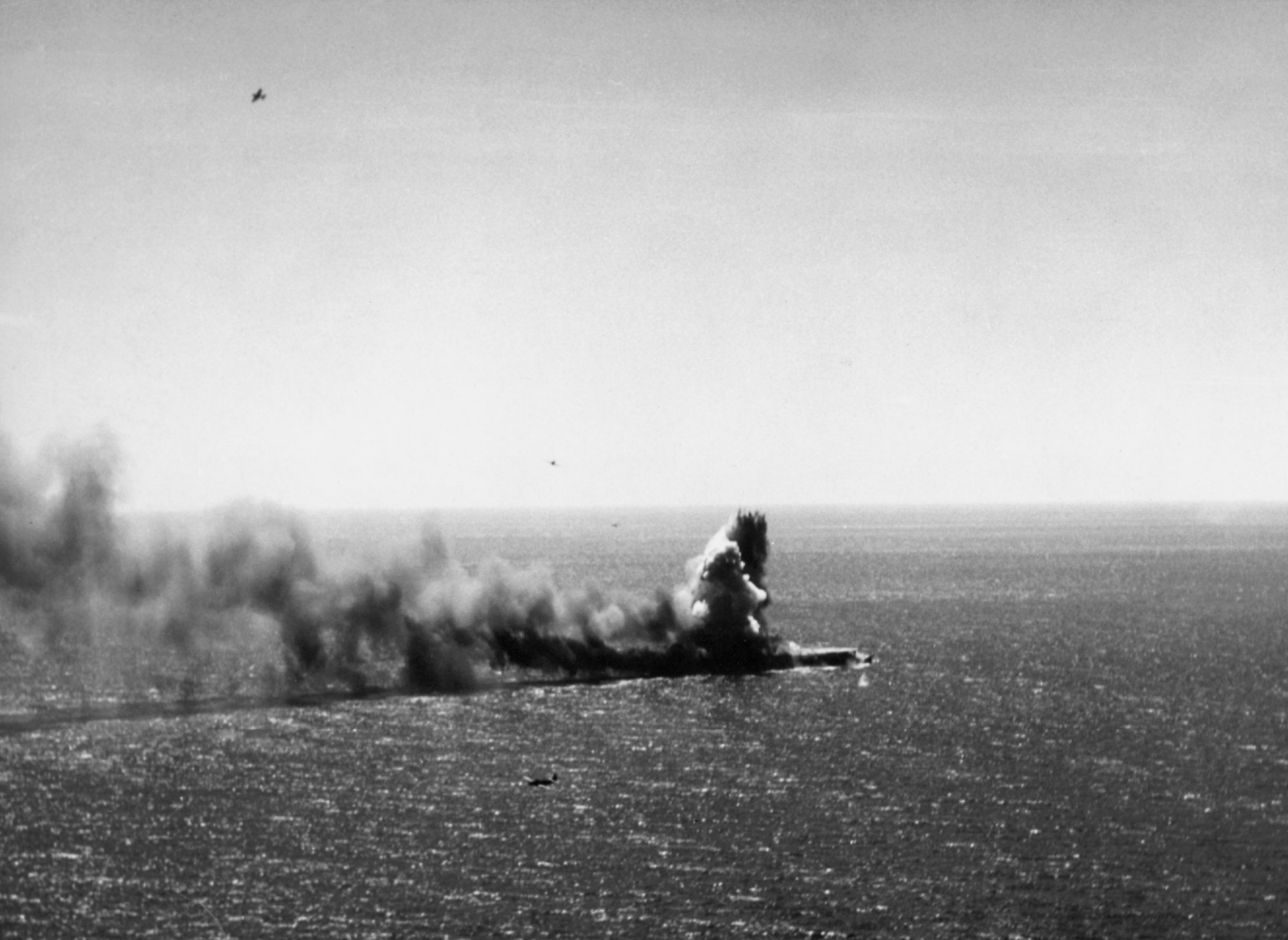
Le porte avions léger Shoho est attaqué et coulé par l'aviation embarquée américaine, le 7 mai 1942, à la bataille de la mer de Corail

Le lendemain 7 mai, l'aviation embarquée japonaise, à qui une reconnaissance aérienne a signalé, à tort, un porte-avions et un croiseur, croyant attaquer un des porte-avions du contre-amiral Frank J. Fletcher, positionnés en mer de Corail, endommage très gravement le pétrolier USS Neosho  qui se trouve immobilisé et coule son destroyer d'escorte. Dans le même temps, l'aviation embarquée américaine, croyant attaquer un grand porte-avions japonais, attaque le porte-avions léger Shoho et le coule dans l'archipel des Louisiades. Ceci conduit le vice-amiral Inoue, commandant de la 4e Flotte, commandant supérieur de l'opération Mo, qui s'est porté de Truk à Rabaul, à différer l'attaque de Port-Moresby, désormais privée de couverture aérienne, la priorité passant, de surcroît, à l'attaque des grands porte-avions américains. Les hydravions des croiseurs du contre-amiral Gotō ont signalé correctement les porte-avions américains, mais l'abondance de renseignements contradictoires fait qu'une attaque de l'aviation embarquée des porte-avions Shokaku et Zuikaku, en fin d'après-midi du 7 mai, ne parvint pas à les trouver. Les aviations embarquées, américaine et japonaise, ont réussi, dans la journée du 8 mai, à porter des coups sévères aux grands porte-avions adverses. L'USS Lexington n'a pas pu être sauvé et le contre-amiral Fletcher a préféré se replier, avec l'USS Yorktown, qu'il a fallu envoyer en réparations à Pearl Habor. Le contre-amiral Gotō a dû détacher les croiseurs Furutaka et Kinugasa pour raccompagner le Shokaku à Truk, tandis que l'Aoba et le Kako couvraient le repli du convoi du contre-amiral Kajioka vers Rabaul.

### Les batailles de Savo et du cap Espérance
La 6e Division est dans les eaux des îles Salomon lorsque le 14 juillet 1942, est créée une 8e Flotte confiée au vice-amiral Mikawa, avec son Q.G. à Rabaul, dont la zone d'action, dite des Mers du Sud Extérieures, se situe au sud des positions japonaises des îles Carolines, des îles Mariannes, et des îles Marshall, anciens territoires confiés au Japon, sous mandat de la Société des Nations après la Première Guerre mondiale, et des territoires américains de Guam et Wake, et britanniques des îles Gilbert, occupés au début de la Guerre du Pacifique. La passation des consignes entre le vice-amiral Mikawa, et le vice-amiral Inoue, commandant de la 4e Flotte, a lieu au Q.G. de ce dernier à Truk, le 25 juillet. Le vice amiral-amiral Mikawa gagne ensuite son Q.G., tandis que les croiseurs du contre-amiral Gotō vont mouiller dès le lendemain à Kavieng.

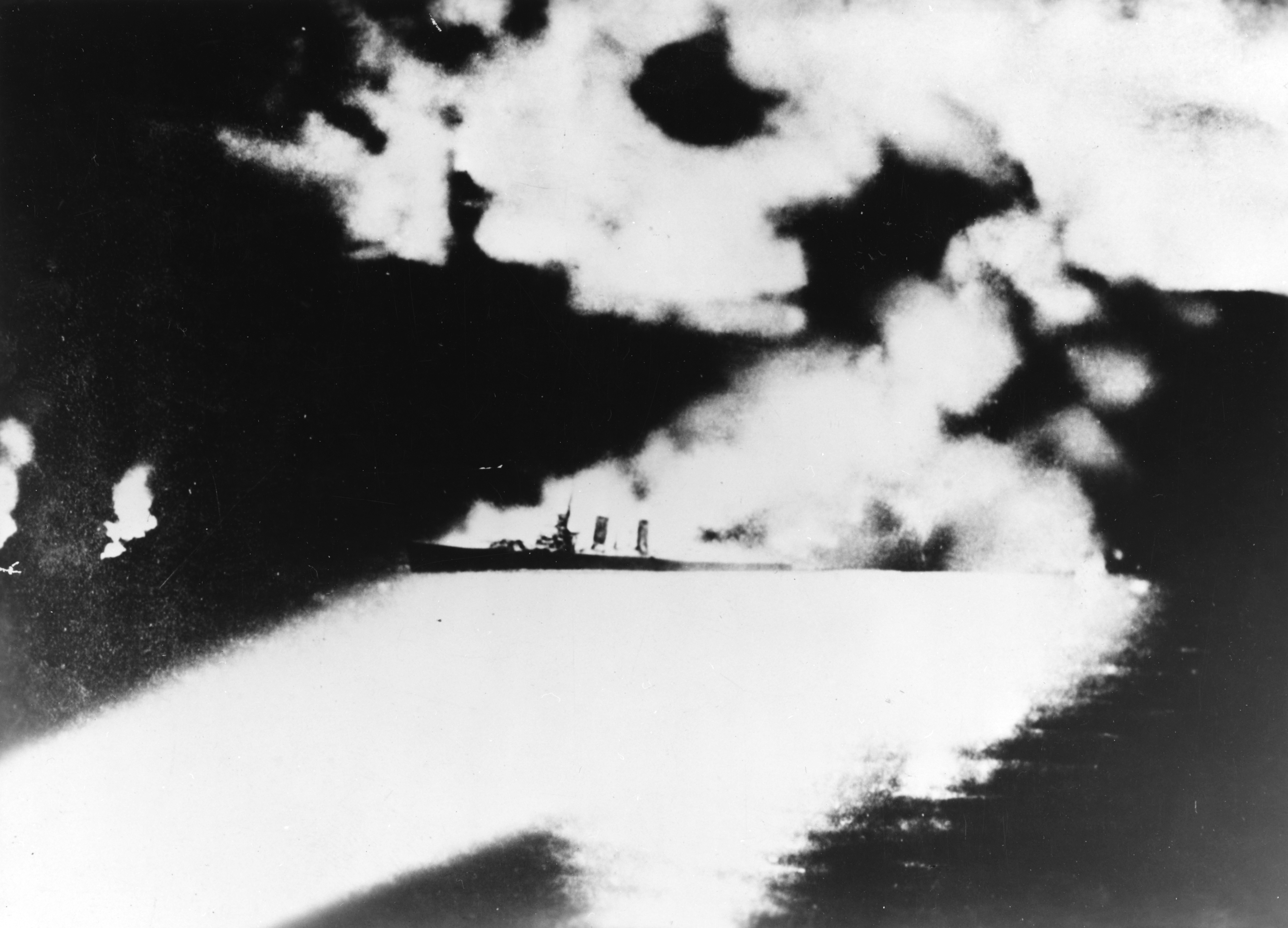
Éclairé par les projecteurs des croiseurs japonais, le croiseur est en train de couler à la bataille de Savo.

Averti de l'installation d'une base d'hydravions à Tulagi, et du début de la construction d'un terrain d'aviation par les Japonais, près de la pointe Lunga, sur la côte nord de l'île de Guadalcanal, opérations qui menaçaient la liaison hautement stratégique entre Hawaï et l'Australie, l'amiral King, Commandant-en-Chef de la Flotte des États-Unis, obtint l'autorisation de monter une opération, avec les seuls moyens de l'U.S. Navy et du Corps des U.S. Marines. Dès le 7 août, trois porte-avions couvrirent les débarquements de Guadalcanal et de Tulagi. Le soir même, le vice-amiral Mikawa a fait appareiller de Kavieng le contre-amiral Gotō, avec la 6e Division de Croiseurs et deux croiseurs légers qu'il rejoignit, sur le croiseur Chokai, pour faire route sur Guadalcanal. Bien que les croiseurs eussent été repérés par des avions, un sous-marin et au moins trois destroyers, aucune suite ne fut donnée aux messages d'alerte, et le 9 août 1942, peu après 1 h 45, les navires japonais ont coulé quatre croiseurs lourds, un australien et trois américains, et ont gravement endommagé un cinquième croiseur américain dont le commandant se suicidera un an plus tard. Au cours de la bataille nocturne, les croiseurs japonais n'ont subi que des dégâts légers, les plus importants ont été des impacts sur la tourelle avant du Chokai, qui ont été réparés en une semaine à Rabaul. Cependant alors que, le 10 août au matin, sur le chemin du retour, les croiseurs du contre-amiral Gotō se trouvaient à 70 nautiques de Kavieng, le Kako a été torpillé par le sous-marin S-44 (en) et coulé.
Après avoir couvert pendant les mois d'août et de septembre, diverses opérations de renforcement des troupes japonaises à Guadalcanal, au cours desquelles les hydravions des croiseurs ont lancé des bombes sur Henderson Field, vers la mi-octobre, les trois croiseurs de la 6e Division, accompagnés par deux destroyers (Fubuki et Hatsuyuki), se sont approchés de Guadalcanal pour bombarder de nuit le terrain d'aviation Henderson. Cette attaque avait pour but de soutenir un grand convoi de transport de troupes prévu le soir du 11 octobre avec deux transports d'hydravions et six destroyers (cinq transportant des troupes) sous le commandement du contre-amiral Takatsugu Jojima. Or, du côté américain, la Task Force 64 avec deux croiseurs lourds (USS San Francisco et Salt Lake City), deux grands croiseurs légers (USS Boise et Helena) et cinq destroyers, arrivait de Noumea, sous le commandement du contre-amiral Scott, escortant également un important convoi de troupes.

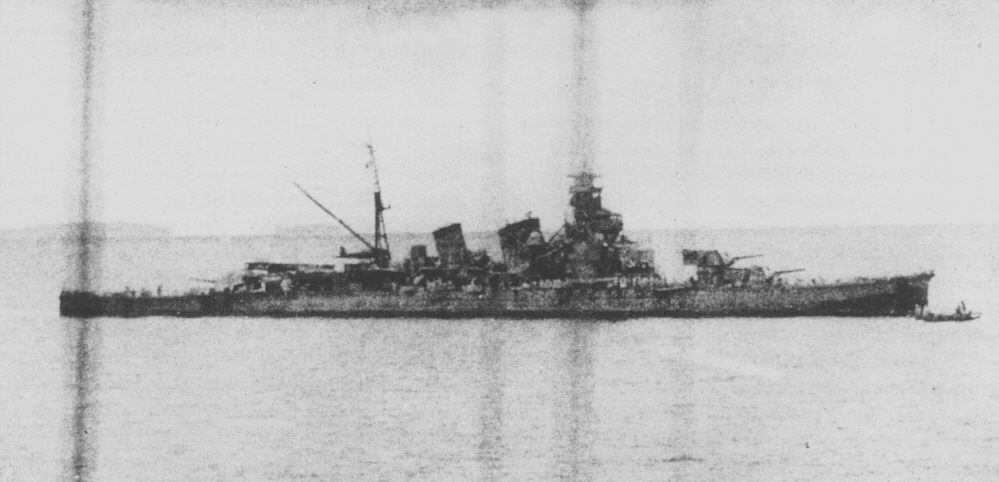
Le croiseur sur lequel est mort le contre-amiral Gotō, le lendemain de la bataille du cap Espérance.

La Task Force américaine, alertée, repéra les croiseurs japonais, grâce au radar, performant, de l'USS Helena, et, en position de leur «barrer le T» surprit ses adversaires. Le contre-amiral Gotō, croyant subir des tirs amis, ordonna le demi-tour. Son navire amiral, l'Aoba, encaissa une quarantaine de coups de 203 mm et de 152 mm, et sur sa passerelle ravagée, Aritomo Gotō a été grièvement blessé, murmurant un « Bakayarō ! » (Bande de crétins !), qui en dit long sur son désarroi. Le croiseur Furutaka, en s'interposant pour couvrir la retraite de l'Aoba, a été torpillé par le destroyer USS Duncan, ce qui lui a noyé la salle de machines avant, et a été achevé par le tir des croiseurs américains, et le destroyer américain, sans doute atteint aussi par des tirs fratricides, a dû être abandonné dans la nuit. Le destroyer Fubuki a été écrasé par le feu de l'USS San Francisco. Le Kinugasa a endommagé les USS Salt Lake City et Boise puis s'est retiré vers le nord, accompagné de l'Aoba resté manœuvrant, sans bombarder Henderson Field,, dont les avions ont coulé le lendemain matin les destroyers Murakumo, et Natsugumo,.
À bord de l'Aoba, Aritomo Gotō n'a pas survécu à ses blessures et décéda le 12 octobre. Il a été promu vice-amiral à titre posthume.